# Hudinja, Vitanje
Hudinja je naselje v Občini Vitanje.